# Denys Ustymenko
Denys Ołehowycz Ustymenko, ukr. Денис Олегович Устименко (ur. 12 kwietnia 1999 w Dergaczach, w obwodzie charkowskim) – ukraiński piłkarz, grający na pozycji napastnika.

## Kariera piłkarska

### Kariera klubowa
Wychowanek klubu ChTZ Charków, a od 2012 Szkoły Sportowej Metałurh Donieck, barwy których bronił w juniorskich mistrzostwach Ukrainy (DJuFL). Po rozwiązaniu Metałurha latem 2015 przeniósł się do Stali Kamieńskie. 30 sierpnia 2015 roku rozpoczął karierę piłkarską w drużynie Stal U-19. W połowie lipca 2018 przeszedł do FK Ołeksandrija.

### Kariera reprezentacyjna
W 2015 debiutował w juniorskiej reprezentacji U-16. W 2019 został powołany do młodzieżowej reprezentacji Ukrainy.

## Sukcesy i odznaczenia

### Sukcesy reprezentacyjne
- Mistrzostwo świata U-20: 2019

### Odznaczenia
- Order „Za zasługi” III Klasy – 2019[2]
- tytuł Mistrza Sportu Ukrainy – 2019